# ویکتور فرانکنشتاین
ویکتور فرانکنشتاین (به انگلیسی: Victor Frankenstein) شخصیت و قهرمان اصلی در رمان فرانکنشتاین، معروف‌ترین اثر نویسنده انگلیسی مری شلی است. او یک دانشمند جوان و جاه طلب است که پس از مطالعه و تحقیق دربارهٔ فرایندهای شیمیایی و تنزل و فروپاشی بافت موجودات زنده، دستاوردهای جدیدی نسبت به خلق زندگی و بخشیدن حیات به آفریدهٔ دست خود شد (که اغلب با نام هیولای فرانکنشتاین شناخته می‌شود).

## تاریخچه
ویکتور فرانکنشتاین زادهٔ شهر ناپل بود و در شهر ژنو، سوئیس بزرگ شده‌است. او بزرگترین پسر آلفونز فرانکنشتاین و کارولین بئوفورت، برادر ارنست و ویلیام و همچنین پسر عمو و برادرخوانده الیزابت لاونزا بود. در دوران نوجوانی، او علاقه زیادی به کارهای کیمیاگرانی همچون هاینریش کورنلیوس آگریپا، پاراسلسوس و آلبرتوس ماگنوس داشت و بسیار مشتاق به کشف اکسیر حیات بود. زمانی که تنها ۱۷ سال سن داشت مادرش بر اثر مخملک جان خود را از دست داد. آخرین آرزوی مادرش قبل از مرگ این بود که ویکتور و الیزابت با خوشحالی ازدواج کنند. ویکتور بعدها به دانشگاه اینگولستاد در آلمان رفت و در رشته شیمی به تحصیل پرداخت. در آنجا یکی از استادان وی که علوم باستانی و تحقیقات معاصر را تدریس می‌نمود، وی را به ترکیب این دو علم تشویق نمود و این مسئله باعث شد که او به دنبال روشی برای زنده کردن انسان بود. او به دنبال ترکیب بهترین دانش کهنه و نوین برای ایجاد یک مخلوق جدید بود. ویکتور غرق کار خود شده بود و با استفاده از کنار هم قرار دادن تکه‌های بدن مردگان و اعمال نیروی الکتریکی، جانوری زنده به شکل یک انسان و با ابعاد اندکی بزرگ‌تر از یک انسان معمولی ساخت. بلافاصله بعد از خلق این هیولا، ویکتور دچار افسردگی و ترس شدیدی شد. دانشگاه را ترک کرد و پس از دریافت نامه‌ای از پدرش مبنی بر مرگ برادر کوچکترش ویلیام، نزد خانواده‌اش بازگشت.